# Alain Migliaccio
Alain Migliaccio, né le 4 janvier 1952, est un agent de joueurs de football. Il a notamment  été l’agent de Zinédine Zidane, Laurent Blanc, ou Franck Ribéry. Il a été considéré comme le précurseur français du métier d’agent de joueurs professionnels de football et a accompagné durant ses 25 ans de carrière, près de 350 joueurs et entraineurs. 

## Biographie

### Début de carrière
Il fait ses études à l’Université de Pau et des Pays de l’Ardour (UPPA), où il obtient une Maîtrise en Science Économiques, en 1976. Parallèlement, il joue au football dans différents clubs amateurs de la région.
Alain Migliaccio commence sa carrière professionnelle dans les années 1970, comme cadre supérieur dans le domaine commercial .
Il commence sa carrière d’agent de footballeur en 1984 par l'intermédiaire de l’ancien professionnel Jean-François Larios qui lui présente l'avocat André Buffard avec qui il va collaborer par la suite. Son premier client est l’international français Maxime Bossis pour lequel il négocie le transfert de Nantes au Matra Racing et une importante revalorisation salariale, l’intéressé passant d'un salaire mensuel de 80 000 à 500 000 francs. À l'origine, il s’agissait de rendre service à son ami Bossis, qui avait connu des déconvenues avec son imprésario et dont la carrière connaissait des difficultés. Migliaccio se rend alors compte que de nombreux joueurs sont souvent mal conseillés pour leurs carrières, mais également juridiquement et financièrement. Il décide alors de lancer en France le métier d’agent de joueurs professionnels.
Il devient rapidement l’agent de nombreux internationaux, notamment William Ayache, Enzo Francescoli, Carlos Mozer, puis Éric Cantona. À partir de 1984, il se lie d'amitié avec Jean-Pierre Bernès, et à partir de 1990, il décide de travailler de manière approfondie avec l'Olympique de Marseille, provoquant la fin de sa collaboration avec André Buffard, ayant peur de devoir « s'arranger avec le système marseillais de l'époque ».
Il gère alors la carrière de nombres joueurs internationaux, comme Daniel Bravo, Alain Roche, Stéphane Chapuisat, Stéphane Paille, Jocelyn Angloma, Laurent Fournier, Franck Verlaat, Laurent Blanc, Vikash Dhorasoo, Youri Djorkaeff, Ludovic Giuly.
Selon Libération et L'Equipe, il peut être considéré comme le précurseur du métier d’agent de footballeur en France, en important dans les années 1980 des pratiques qui n’avaient alors cours qu’en Italie. Ses méthodes diffèrent de celles des imprésarios classiques par une plus grande attention portée à la carrière de ses joueurs, en favorisant les choix sportifs aux choix purement financiers. Ainsi, il conseilla à Laurent Blanc et Alain Roche d’accepter une baisse de salaire pour rejoindre l’AJ Auxerre et relancer ainsi leurs carrières. Il expliquera avoir refusé une offre du FC Barcelone pour Youri Djorkaeff, alors à Paris, car la moitié du salaire était payé en droits à l'image dans des paradis fiscaux.

### La consécration
La carrière d’Alain Migliaccio prend une nouvelle dimension en 1996, lorsqu’il obtient de représenter les intérêts de Zinedine Zidane, qu’il rencontre à Bordeaux avant l’Euro 96. Lors du transfert de Zidane à la Juventus, Migliaccio n'intervient cependant pas dans les discussions entre les deux clubs, mais négocie le salaire et les contrats publicitaires : c'est Lucien D'Onofrio, agent de Christophe Dugarry, et en contact régulier avec les grands clubs italiens, qui met les différentes parties en relation.
En plus des transferts, Alain Migliaccio gère pour Zinédine Zidane les contrats publicitaires qui le lient à différentes marques, ainsi que son image personnelle : après la Coupe du monde 98, il commande une biographie de Zidane à l’auteur Dan Franck, Prix Renaudot 1991.
En 2001, Alain Migliaccio orchestre ce qui est à l'époque le plus gros transfert de l'histoire du football professionnel en assistant Zinedine Zidane dans le cadre de son transfert de la Juventus de Turin au Real Madrid. Les relations entre la Juventus et l'agent étant à l'époque rompues, c'est de nouveau Lucien D'Onofrio qui sert d'intermédiaire, avec la participation de trois autres agents : Alessandro Moggi, fils du directeur général de la Juventus Luciano Moggi, Franco Zavaglia et Mario Dell'Anna. Ce transfert de 75 milions d'euros lui rapporte 7,5 millions d'euros.
Dans les années 2000, il s'associe avec Jean-Pierre Bernès, devenu agent, et ils s'occupent ensemble notamment de Franck Ribéry, Samir Nasri, ou encore Jérémy Ménez,. Bruno Heiderscheid, l'agent de Ribéry de 2005 à 2007, estime que le duo a débauché son joueur, avec l'aide de Zidane, ce que le code de déontologie de la FIFA interdit. Il engage une action devant le tribunal arbitral du sport mais est débouté, le tribunal estimant que lui-même ne pouvait pas être agent du fait de son casier judiciaire.
Le 13 septembre 2008, il devient le premier agent de joueur à faire la une de L’Équipe Magazine à l’occasion d’un portrait intitulé « Migliaccio, l’ombre des lumières » et d'une interview, la première depuis 1991. 

### Condamnations judiciaires
Lors de la première affaire des comptes de l'OM, Alain Migliaccio est condamné en 1998 dans le cadre du transfert d'Eric Cantona pour faux, usage de faux et abus de confiance à dix mois de prison avec sursis et 300 000 francs d'amende, la Cour d'appel y ajoutant 1,1 million de francs de dommages et intérêts à payer au liquidateur du club. Il quitte alors la France pour l'Espagne. Bien que le code du sport français lui interdit alors de détenir une licence d'agent à la suite de sa condamnation, la commission des agents de la FFF lui permet de la conserver.
Alain Migliaccio fait ensuite l’objet de procédures judiciaires en Espagne pour avoir minoré ses revenus déclarés. Dans cette affaire, il est condamné en 2012, à cinq ans de prison (dont 30 mois ferme) pour fraude et à une amende de neuf millions d'euros de pénalité fiscale,. 
En 2013 la Fédération Française de Football lui retire la licence d'agent sportif pour existence de condamnation sur casier judiciaire espagnol à la suite de sa condamnation à cinq ans de prison dont 30 mois ferme . 